# Silnice D41
Silnice D41 (chorvatsky Državna cesta D41) je silnice v Chorvatsku. Je dlouhá 57,9 km, ale někdy též bývá považována za její část i silnice Ž3034, na níž leží města Vrbovec a Dugo Selo; v tomto případě je silnice dlouhá 105 km. Slouží především ke spojení měst Sesvete-Dugo Selo-Vrbovec-Križevci-Koprivnica. Končí na maďarsko-chorvatském hraničním přechodu Gola-Berzence, v Maďarsku pak na ni navazuje silnice 681.

## Průběh
(Sesvete, Kopčevec, Dugo Selo, Kozinščak, Lukarišće, Božjakovina, Gornje Dvorišće, Brckovljani, Prikraj, Gračec, Lonjica, Greda, Luka, Martinska Ves, Vrbovec, Vrbovečki Pavlovec, Banovo, Kućari, Gostović, Donji Tkalec, Gornji Tkalec, Veliki Raven, Mali Raven, Bojnikovec, Donja Brckovčina, Gornja Brckovčina, Karane), Križevci, Majurec, Carevdar, Lepavina, Mali Grabičani, Sokolovac, Velika Mučna, Reka, Koprivnica, Peteranec, Drnje, Botovo, Gotalovo, Gola